# 凝血酶原時間
凝血酶原時間（prothrombin time），簡稱PT，是一套檢測外在凝血路徑的方法。由於目前檢測的標準是依照國際標準化比值（international normalized ratio，簡稱INR），因此該檢測又稱為「ProTime INR」或「PT/INR」。本方法可評估個體血液的凝血能力、華法林劑量監測、肝功能，以及維他命K水平。PT可檢測第一、第二、第五、第七、第十凝血因子的功能。PT與部分凝血酶原時間（aPTT）可以配合檢測，以檢測受試者的內在凝血路徑及共同凝血路徑是否正常

## 實驗室檢測
凝血酶原時間（PT）的參考值隨個實驗室的分析方法不同而有所差異，一般大約在12至13秒左右。對於未進行抗凝血療法的受測者，國際標準化比值（INR）的參考值為0.8-1.2；如果有使用抗凝血藥物（如華法林）則可能達2-3。部分受試者可能必須進行更強的抗凝治療，數值甚至可能高達 2.5-3.5 。在荷蘭，低強度抗凝的INR為2.0至3.0，高強度則為2.5至3.5。

## 外部連結
- PT and INR（页面存档备份，存于） - Lab Tests Online